# Aphandra natalia
Aphandra natalia là loài thực vật có hoa thuộc họ Arecaceae. Loài này được (Balslev & A.J.Hend.) Barfod mô tả khoa học đầu tiên năm 1991.